# Galeruca rudis
Galeruca rudis är en skalbaggsart som beskrevs av J. L. Leconte 1857. Galeruca rudis ingår i släktet Galeruca och familjen bladbaggar. Inga underarter finns listade i Catalogue of Life.